# Martin Sherman
Martin Sherman (nascido em 22 de Dezembro de 1938) é um guionista e dramaturgo norte-americano.
Nascido em Philadelphia, filho de Joseph T. Sherman e de Julia Shermanof, Sherman é um judeu gay assumido que vive em Londres desde 1980. Frequentou o Boston University College of Fine Arts, e licenciou-se em artes dramáticas em 1960.
O filme mais famoso de Sherman foi adaptado do guião original de Alive and Kicking/Indian Summer, de que ele próprio é o autor. Na Broadway e no West End ficou mais conhecido pela sua peça Bent, que foi nomeada para o Tony Award em 1980. Esta peça foi a primeira a debruçar-se sobre o sofrimento dos homossexuais às mãos dos Nazis durante a Segunda Guerra Mundial. Localizado na sua maior parte num campo de concentração, gerou imensa controvérsia devido às duas cenas em que prisioneiros gay atingem o climax sexual sem se tocarem, usando apenas palavras. Escreveu também um musical, The Boy from Oz, baseado na vida e carreira de Peter Allen, que lhe valeu uma segunda nomeação para o Tony.
Sherman escreveu duas colectâneas de peças de temática gay. A sua peça Rose foi nomeada para o Laurence Olivier Award como Melhor Peça em 2000. Olympia Dukakis foi a estrela da produção da Broadway nesse mesmo ano.

## Filmografia

### Escritor
- Clothes in the Wardrobe (1992) ou The Summer House na Austrália e USA
- Indian Summer (1996) ou Alive and Kicking em UK e USA
- Bent (1997) (baseado na sua peça de 1979)
- Callas Forever (2002)
- The Roman Spring of Mrs. Stone (2003) (TV)
- Mrs. Henderson Presents (2005)

### Produtor
- Bent (1997) (co-produtor)

### Participação como actor
- Indian Summer (1996)
- Pac-Man World 3 (2005)